# Еріх Моріц фон Горнбостель

Еріх Моріц фон Горнбостель

Еріх Моріц фон Горнбостель (25  лютого 1877, Відень — 28 листопада, 1935, Кембридж) — німецький етномузикознавець, один із засновників етномузикознавства, відомий також як співавтор класифікації Горнбостеля-Закса. 
Освіту отримав у Віденському університеті, де здобув ступінь доктора хімії. По закінчені університету, в 1900 переїхав у Берін де працював у фізичному інституті. Паралельно почав записувати музичний фольклор і разом зі своїм учителем Карлом Штумпфом заснував фоноархів, яким керував у 1905-33 роках. У 1914 році спільно з Куртом Заксом опублікував наукову класифікацію музичних інструментів, що зберігає свою актуальність донині. Ряд робот Горнобростеля присвячено питанням психоакустики, а також музиці народів  Японії,  Індії,  Кореї,  Китаю,  Куби та Мадагаскару.